# Nassauer Denkmal

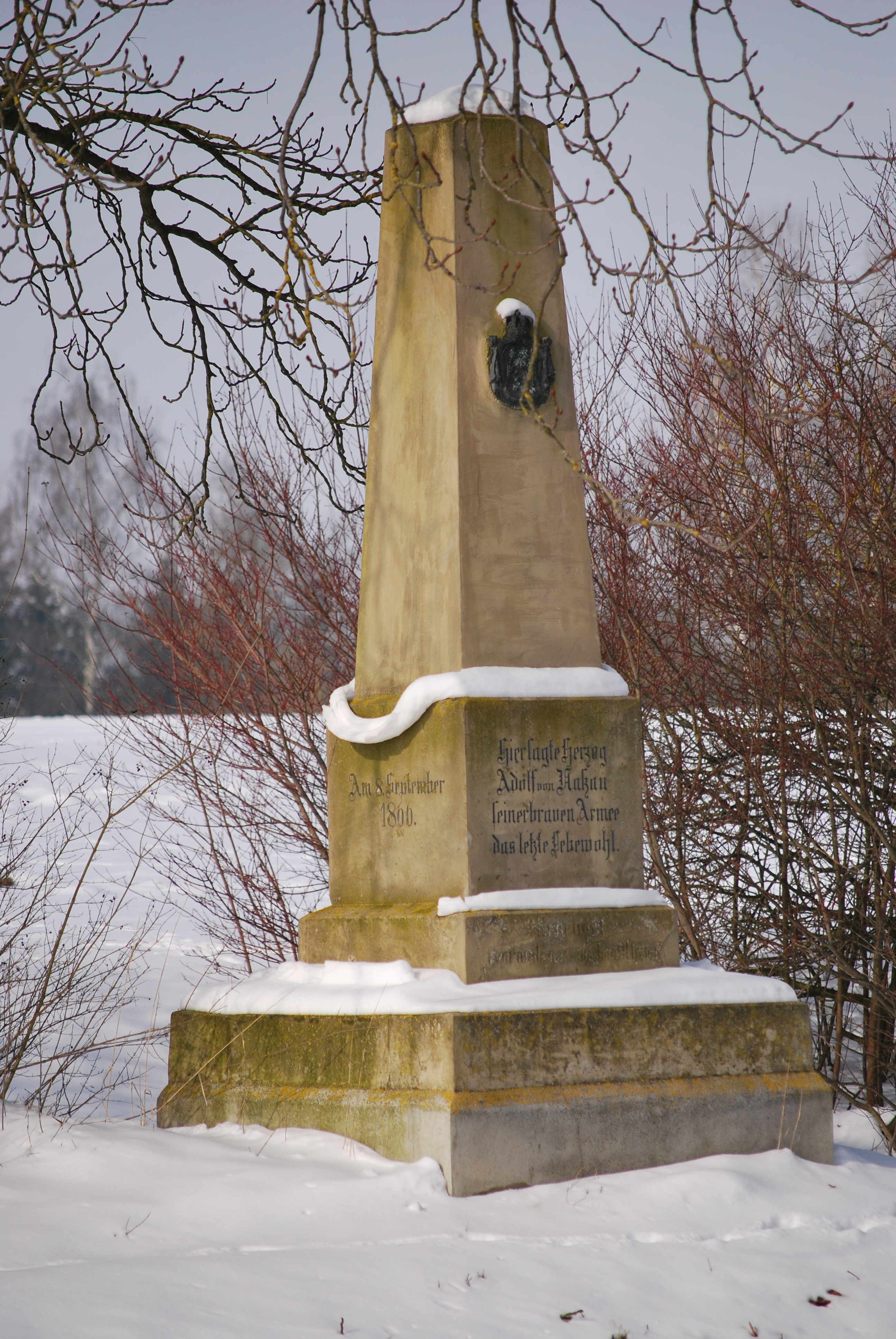
Nassauer Denkmal

Das Nassauer Denkmal in Günzburg, einer Stadt im schwäbischen Landkreis Günzburg, wurde 1867 errichtet. Das Denkmal an der Weißenhorner Straße steht auf der Denkmalliste von Günzburg.

## Geschichte
Das Denkmal steht auf einer Anhöhe an der Straße nach Bubesheim. Hier verabschiedete sich Adolph von Nassau (1817–1905), der spätere Großherzog Adolph I. von Luxemburg, nach dem verlorenen Krieg 1866 gegen Preußen von seiner Armee. Er entband seine Offiziere und Beamten von ihrem Eid.

## Beschreibung
Auf einem quadratischen, zweimal gestuften Sockel erhebt sich ein Obelisk aus Sandstein. Die gesamte Höhe des Denkmals beträgt 3,44 Meter. An der östlichen Seite ist aus Bronze das Wappen des Herzogtums Nassau angebracht. Darunter ist die eingemeißelte Inschrift zu sehen: „Hier sagte Herzog Adolf von Nassau seiner braven Armee das letzte Lebewohl.“ Weiter unten steht: „Erneuert von vormals nassau'schen Offizieren“. An der Nordseite ist vermerkt: „Zur Erinnerung an die treue nassauische Armee von ihren Freunden in Günzburg“. An der Schmalseite steht: „Am 8. September 1866“.